# Зирьяб

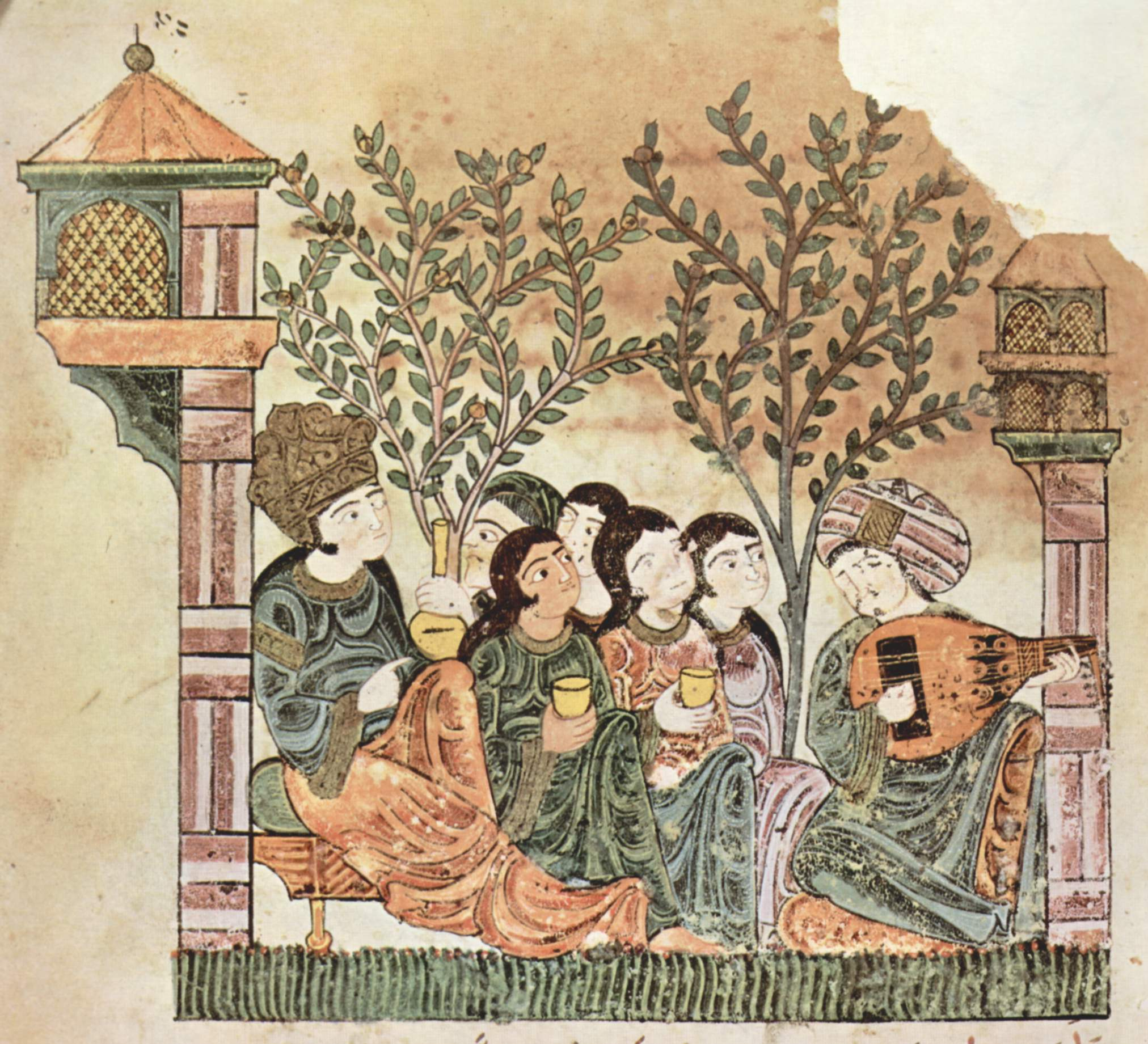
Зирьяб в саду

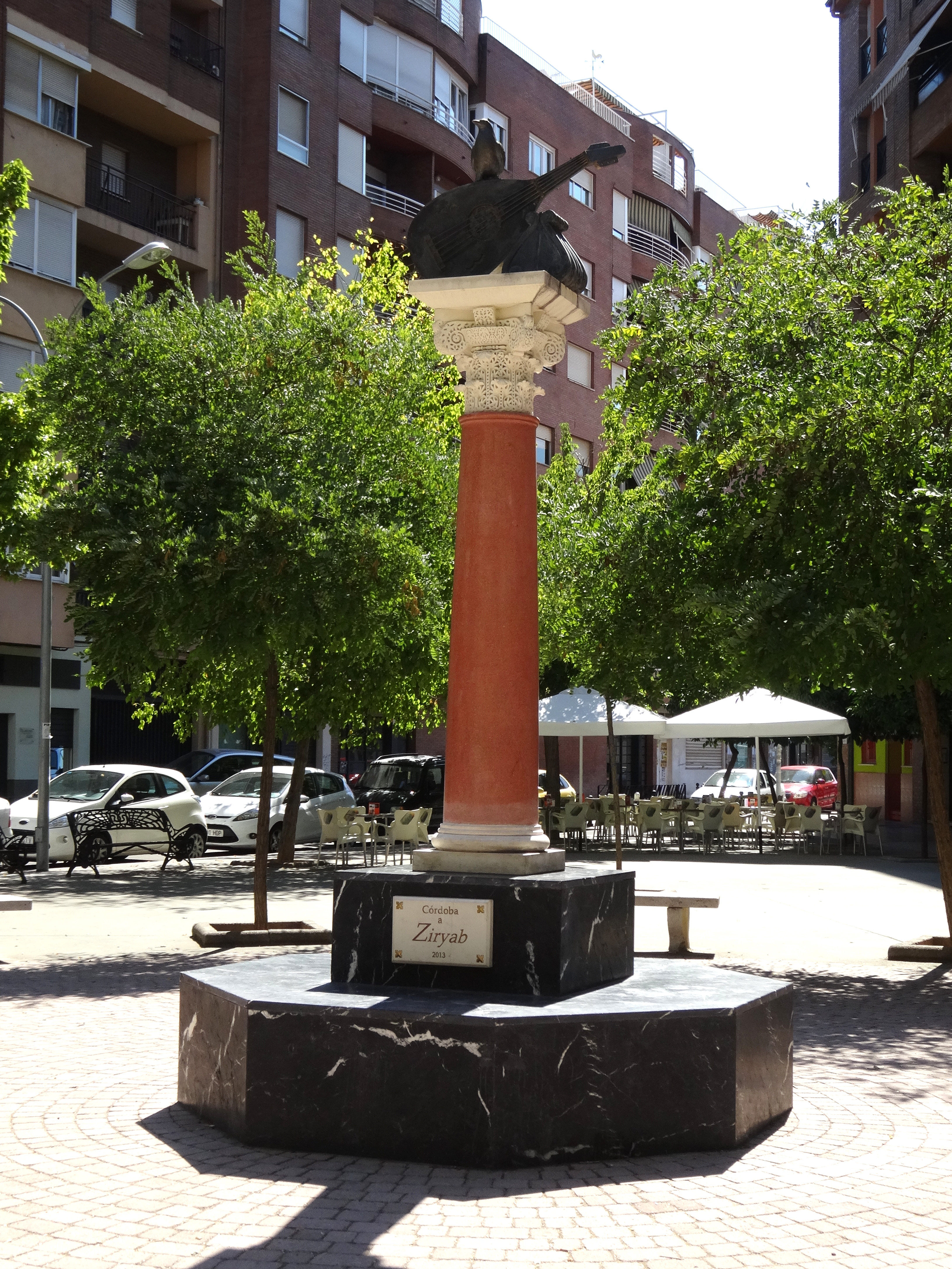
Памятник Зирьябу в Кордове (Испания)

Абу-ль-Хасан Али ибн Нафи Зирьяб (789—857) (араб. أبو الحسن علي ابن نافع‎, курд. أبو الحسن علي ابن نافع, Zorab, перс. زریاب‎) — персидский (или курдский) полимат: музыкант, певец, поэт, а также химик, косметолог, дизайнер, стратег, астроном, ботаник и географ.
Его прозвище «Зирьяб» означает охотник за золотом или золотоискатель на персидском, он также известен как Pájaro Negro («Чёрный дрозд») на испанском.
Учился в Багдаде, столице Ирака, у великого курдского музыканта и композитора, Исхак аль-Мивсама. Служил династии Омейядов в Кордове, на юге Пиренейского полуострова, во дворце в Аль-Андалус («мусульманская Испания»), в качестве придворного музыканта Абд аль-Рахмана II (822—852). 

## Исторический контекст
С завоеванием большой территории Исламской армией исламская культура пришла на оккупированные территории от Западного Китая на востоке, до Пиренейского полуострова на западе. К концу VIII века была завоёвана почти вся Римская Испания (Hispania, римское название полуострова), которую переименовали в Аль-Андалус, где ранее мусульмане составляли меньшинство, но в очень короткий промежуток времени исламская культура и традиции превзошли и христиан, и небольшую еврейскую общину, имевших свои собственные стиль и традиции музыки. Мусульмане и арабы принесли свой собственный стиль музыки, и главные города Иберии вскоре стали известными музыкальными центрами в исламском мире. В VIII и IX веке многие музыканты и художники исламского мира собирались в Иберии. И хотя многие из них были талантливыми, Зирьяб значительно превосходил их.

## Ранние годы
Существуют противоречивые данные о ранних годах Зирьяба. Он родился около 789 года, в соответствии с самыми ранними записями о нём, был африканских или смешанных арабо-африканских кровей, — в то время у мусульман было множество африканских рабов, и многие из этих рабов были известны своими музыкальными способностями. Зирьяб, вероятно, родился в Багдаде и начал изучать музыкальное искусство с раннего возраста. В это время Багдад был важным музыкальным центром в мусульманском мире. Все источники сходятся на том, что учителем Зирьяба был образованный и талантливый музыкант Исхак аль-Мивсам. Существует некоторая дискуссия о том, как Зирьяб прибыл в аль-Андалус. Скорее всего, это произошло благодаря его некоему влиятельному покровителю его музыкального таланта. Источник аль-Маккарти говорит, что Зирьяб вызвал ревность своего наставника впечатляющим концертом у Халифа Гарун аль-Рашид, в результате аль-Мивсам заставил его покинуть город.
Зирьяб оставил Багдад во время правления аль-Мамонт, это случилось после 813 года, затем отправился в Сирию, а позже в Тунис, где он жил при дворе Зийядата Первого (816—837). Случилось так, что Зирьяб поссорился с Зийядатом и был приглашен в Аль-Андалус Принцем Аль-Хакама Первым (796—822). Когда Зирьяб прибыл в 822 году, принц уже умер, но его сын Абд ар-Рахман II возобновил приглашение своего отца. Зирьяб поселился в Кордова и получил жалованье в размере 200 золотых. Вскоре он прославился в областях приготовления еды, моды, пения и музыки. Он стал законодателем в каждой из этих областей, а также эталоном изысканных и благородных манер. Зирьяб стал значительной культурной фигурой и получил огромное жалование от Абд аль-Рахман II. Он был личным другом принца, и музыкальная его школа готовила певцов и музыкантов ещё, по крайней мере, два поколения после его смерти.
Историки говорят, Зирьяб был хорошо известен тёмным цветом кожи и красивым голосом, что вдохновило появление его прозвища «Чёрная птица». Аль-Маккарти говорит о том, что «Ни до, ни после него, не было человека его профессии, столь любимого и уважаемого».

## Музыка
Считается, что Зирьяб играл на таком сложном инструменте как «Лауда», испанское слово, обозначающее лютню, добавив дополнительную пару струн и используя в качестве медиатора клюв орла. Зирьяб говорил, что четыре пары струн символизируют аристотелевские настроения, а пятая изображает душу. Он создал уникальный и вдохновляющий стиль музыкального спектакля и писал песни, исполнявшиеся в Иберии из поколения в поколение. Зирьяб оказал огромное влияние на испанскую музыку и считается основателем традиций андалузской классической музыки.
Согласно Ибн Хайяну, он, как и многие образованнейшие люди своего времени, имел глубокие познания во многих областях классического образования, таких как астрономия, история и география.
Абд аль-Рахман Второй был большим покровителем искусств, он предоставил Зирьяб полную свободу действий. Во многом благодаря Абд аль-Рахману Второму Зирьяб создал одну из лучших музыкальных школ в Кордове. Она принимала на обучение как мужчин, так и женщин (как правило, рабов), и её студенты были очень популярны среди аристократии того времени. Согласно Ибн Хайяму, Зирьяб разработал различные программы для своих студентов. Например, изготовленные определённым образом кусочки дерева, помещаемые между челюстями ученика, чтобы заставить его держать рот правильно открытым. Или особый пояс, завязанный вокруг талии для них, чтобы заставить их дышать определённым образом.

## Семья
По словам главного источника, Ибн Хайяна, у Зирьяба было восемь сыновей и две дочери. Пятеро сыновей и обе дочери стали известными музыкантами. Дети обучались в музыкальной школе своего отца вместе с рабами. Впоследствии они передали его репертуар будущим поколениям.

## Мода и здоровье
Зирьяб оказал огромное влияние на моду, в результате чего появилось целое направление стилей из стран Ближнего Востока Аль-Андалус, в том числе сложные стили одежды в зависимости от сезона и времени суток. Зимние костюмы, разработанные Зирьябом, были тёмного цвета, изготовленные из тёплых материалов: хлопка и шерсти, отделанных бархатом. Летние модели были из лёгких тканей, таких как хлопок и шёлк, в ярких и светлых тонах. Яркие расцветки этой одежды были получены с использованием продвинутых технологий дубления и крашения на то время.
Зирьяб привнёс моду менять одежду в зависимости от погодных условий и сезона. Он предложил носить различные одежды утром, днём и вечером.
Он также создал новый тип дезодоранта, поощрял принятие ванн утром и вечером и поддержание личной гигиены.
Считается, что Зирьяб первым изобрёл зубную пасту, распространившуюся повсеместно в Аль-Андалусе. Точные ингредиенты сейчас не известны, но упоминается, что она была «функциональна и приятна на вкус».
По словам аль-Маккарти, до приезда Зирьяб все люди в аль-Андалус при дворе носили длинные волосы, разделённые в середине и свободно висящих вниз к плечам. Зирьяб привнёс моду на причёску с чёлкой до бровей, «новую короткую причёску, оставляющую шею, уши и брови открытыми». Он популяризировал бритьё мужчин и заложил новые тенденции в стрижке. Придворные мыли волосы с розовой водой, но Зирьяб ввел в употребление соли и ароматические масла для улучшения состояния волос.
Зирьяб открыл несколько салонов для женщин элиты. Однако это не подтверждается в ранних источниках.

## Кулинарное искусство
Зирьяб был законодателем кулинарной моды и вкуса, фактически совершив «революцию в местной кухне», в том числе введя в рацион новые фрукты и овощи, например спаржу. Особо стоит отметить такое его нововведение как смену 3-х блюд, подающихся на накрытый скатертью стол: суп, основное блюдо и десерт. Также он ввёл использование хрусталя в качестве ёмкости для напитков, что было более эффективно с точки зрения кулинарии, нежели металлические кубки.

## Наследие
Эварист Леви-Прованс, известный историк испанской цивилизации, говорит о Зирьябе: «Он был гением и его влияние на испанское общество того времени распространяется не только на музыку, но и все аспекты жизни общества». Тита Буркхардт, немецкий историк ислама, пишет: «Он был блестящим ученым и музыкантом того времени, принесший арабскую музыку в Испанию и, постепенно, во весь западный мир».
Зирьяб радикально изменил судьбу Кордобы и сделал её культурной столицей своего времени. В любом случае, введением новых стилей одежды, продуктов питания, средств гигиены и музыки Зирьяба изменил Аль-андалузскую культуру навсегда. Музыкальный вклад Зирьяба является ошеломляющим, он заложил основу для ранней классической музыки Испании. Зирьяб стал революционным деятелем культуры в VIII и IX веках.

## Другие источники
- Encyclopedia of Islam
- al-Muqtabis by Ibn Hayyan
- The Muqaddima of Ibn Khaldoun, Chapter V, part 31, «The craft of singing.»
- Ta’rikh fath al-Andalus by Ibn al-Qutiyya
- al-'Iqd al-farid by Ibn 'Abd Rabbih
- Ta’rikh Baghdad by Ibn Tayfur
- Kitab al-Aghani by Abu l-Faraj al-Isfahani
- Tawq al-hamama by Ibn Hazm
- Jawdhat al-Muqtabis by al-Humaydî
- Mughrib fi hula l-Maghrib by Ibn Sa’id